# Huai’an (Stadtbezirk)
Huai’an (淮安区; Pinyin: Huái’ān Qū) ist ein Stadtbezirk der bezirksfreien Stadt Huai’an in der chinesischen Provinz Jiangsu. Er hat eine Fläche von 1.468 Quadratkilometern und zählt 984.983 Einwohner (Stand: Zensus 2010). Sein Hauptort ist die Großgemeinde Huaicheng (淮城镇).

## Administrative Gliederung
Auf Gemeindeebene setzt sich der Stadtbezirk aus einundzwanzig Großgemeinden und sechs Gemeinden zusammen. 